# Mujeres asesinas (Meksiko)
Mujeres Asesinas meksička je drama i psihološki triler čiji je glavni producent Pedro Torres. Glavne uloge imale su poznate meksičke glumice Leticia Calderón, Alejandra Barros, Itatí Cantoral, Daniela Romo, Maite Perroni, Edith Gonzalez, Daniela Castro, Natalia Esperón, Jacqueline Bracamontes, Dulce María i Zuria Vega.

## Sinopsis
Svaka epizoda pokazuje nam različite priče žena koje su počinile nečije ubojstvo. Doktorica Sofía Capellan i njen tim pokušat će riješiti misterijozna ubojstva koja su počinjena iz ljubav i, mržnje, osvete, očaja, strah a ili ljutnje. Sofía radi u DIEM - u odnosno Departmento de Investigación Especializado en Mujeres. Ta je agencija zadužena za pomaganje ženama i upravo će ona pokušati riješiti zločine u kojemu su žene također i žrtve. 

## Mujeres Asesinas
- Leticia Calderón - Sonia, Desalmada
- Irán Castillo - Monica, Acorralada
- Isela Vega - Margarita, Ponzoñosa
- Alejandra Barros - Jessica, Toxica
- Nailea Norvind - Martha, Asfixiante
- Natalia Esperón - Claudia, Cuchillera
- Damayanti Quintanar - Patricia, Vengadora
- Lucía Méndez - Cándida, Esperanzada
- María Rojo - Emilia, Cocinera
- Itatí Cantoral - Sandra, Trepadora
- Daniela Romo - Cristina, Rebelde
- Cecilia Suárez - Ana, Corrosiva
- Verónica Castro - Emma, Costurera

## Mujeres Asesinas 2
- Edith Gonzalez - Clara, Fantasiosa
- Patricia Navidad, Galilea Montijo & Ana Brenda Contreras - Las Garrido, Codiciosas
- Sherlyn - Laura, Confundida
- Karyme Lozano & Elsa Pataky - Ana & Paula, Ultrajadas
- Daniela Castro - Rosa, Heredera
- Patricia Reyes Spíndola - Tita Garza, Estafadora
- Angélica María & Angélica Vale - Julia, Encubridora
- Angelique Boyer - Soledad, Cautiva
- Nuria Bages - Ofelia, Enamorada
- Adriana Fonseca - Cecilia, Prohibida
- Maria Sorte - Maria, Pescadera
- Susana González - Tere, Desconfiada
- Carmen Salinas - Carmen, Honrada

## Mujeres Asesinas 3
- Jacqueline Bracamontes - Irma, de los peces[
- Rocío Banquells - Elena, protectora
- Zuria Vega - Azucena, Liberada
- Luz Maria Aguilar, Diana Bracho & Maite Perroni - Las Blanco, Viudas
- Dulce María - Eliana, Cuñada
- Yolanda Andrade i Aleida Núñez - Mercedes y Elvira, Justicieras